# Reologija
Reologija  (od starogrčkog ῥεῖν rein, hrvatski ‚teči‘ i λόγος logos, hrvaski ‚načelo, zakon, red‘)  je proučavanje deformacije i toka tvari pod utjecajem primijenjene napetosti. Naziv je skovao 1920. Eugene Bingham, profesor na Sveučilištu Lehigh, kao rezultat prijedloga kolege Markusa Reinera. Naziv je inspiriran Heraklitovom poznatom izrekom panta rei, "sve teče".
U praksi se reologija principijelno bavi proširenjem "klasičnih" disciplina elastičnosti i (newtonovske) mehanike fluida na materijale čija mehanička svojstva ne mogu biti opisana klasičnim teorijama. Također se bavi predviđanjima mehaničkog ponašanja (na mehaničkoj skali kontinuuma) zasnovanih na mikro- i nanostrukturama materijala, npr. molekularnoj veličini i arhitekturi polimera u otopini ili raspodjelom veličine čestica u čvrstim suspenzijama.